# Матвієвка (Казахстан)
Матві́євка (каз. Матвеев) — село у складі Айиртауського району Північноказахстанської області Казахстану. Входить до складу Константиновського сільського округу.
Населення — 177 осіб (2021; 304 у 2009, 461 у 1999, 519 у 1989).
Національний склад станом на 1989 рік:
- росіяни — 46 %
- німці — 24 %.